# Восточный Арль
Восточный Арль (фр. Arles-Est) — кантон во Франции, находится в регионе Прованс — Альпы — Лазурный Берег, департамент Буш-дю-Рон. Входит в состав округа Арль.
Код INSEE кантона — 1303. Всего в кантон Восточный Арль входит 3 коммуны, из них главной коммуной является Арль.
Население кантона на 2008 год составляло 41 099 человек.

## Коммуны кантона
| Коммуна           | Население, чел. (1999) | Почтовый индекс | Код INSEE |
| ----------------- | ---------------------- | --------------- | --------- |
| Арль              | 26 088                 | 13200           | 13004     |
| Сен-Мартен-де-Кро | 11 023                 | 13310           | 13097     |
| Фонвьей           | 3 456                  | 13990           | 13038     |